# Offener Biss

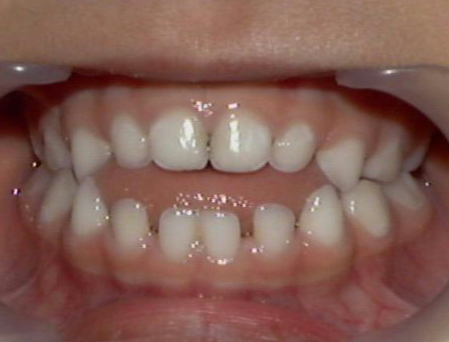
Offener Biss im Milchzahngebiss

Unter einem offenen Biss versteht man in der Zahnmedizin eine Zahnfehlstellung, bei der die Frontzähne beim Zusammenbiss nicht aufeinander treffen, sondern einen Abstand aufweisen. Häufig entsteht ein offener Biss durch ein extensives Daumenlutschen des Kleinkindes. In diesem Fall wird er lutschoffener Biss genannt. Eine weitere mögliche Ursache für einen offenen Biss ist eine Verformung der Kiefer bei Rachitis mit  einer verzögerten Mineralisation der Kieferknochen im Kindesalter vor allem durch Mangel an Vitamin D. Man unterscheidet beim offenen Biss den frontal offenen Biss und den seitlich offenen Biss. Wenn die Zunge gewohnheitsmäßig gegen die Frontzähne des Oberkiefers drückt, kann es zu Sprachstörungen und Lispeln kommen.

## Differentialdiagnose

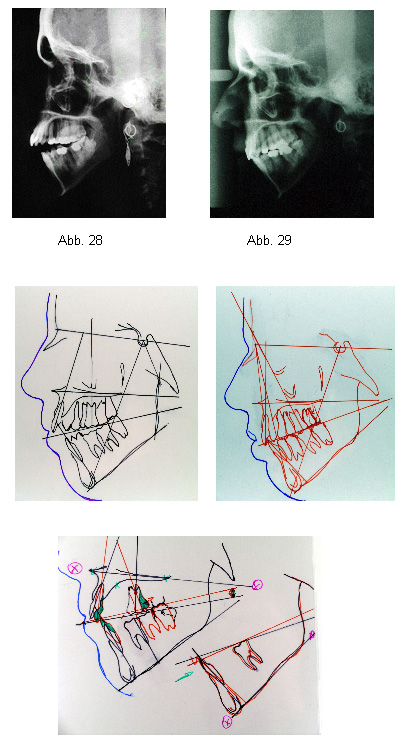
Analyse des Fernröntgenseitenbildes vor und nach Behandlung eines offenen Bisses

### Dentoalveolär offener Biss
Der dentoalveolär-offene Biss ist durch eine vertikale Deformierung des oberen und/oder unteren Alveolarforsatzes im Front- oder Seitenzahngebiet bei ausgewogenem oder horizontalem Wachstumsmuster charakteristisch. Die vertikalen Gesichtsproportionen sind unverändert. Ätiologisch (ursächlich) sind exogene (äußere) Einflüsse wie Daumen- oder Fingerlutschen sowie ständiger Schnullergebrauch, Zungenpressen oder die Beibehaltung des kindlichen viszeralen Schluckakts mit Einlagerung der Zunge zwischen die Zahnreihen ausschlaggebend. Der dentoalveolär-offene Biss kommt im Milchgebiss mit 20–30 % relativ häufig vor. Die Häufigkeit reduziert sich im Wechselgebiss auf etwa 3 bis 8 %.

### Skelettal offener Biss
Der fehlende Zahnkontakt ist beim skelettal offenen Biss (strukturell oder gnathisch offener Biss) nicht nur auf den Frontzahnbereich beschränkt, sondern betrifft häufig den Front- und den Seitenzahnbereich. Die Häufigkeit wird mit einem Prozent angegeben. Typischerweise lässt sich im Fernröntgenseitenbild ein vertikales Wachstumsmuster mit einer divergenten Rotation der Kieferbasen feststellen. Ein hohes Untergesicht ist charakteristisch und weitgehend genetisch bedingt. Während der Pubertät ist mit einer Zunahme oder erneuten Bissöffnung zu rechnen.
Durch die systematische Vitamin-D-Prophylaxe tritt der rachitisbedingte offene Biss nur noch selten auf.

### Iatrogen offener Biss
Ein iatrogener offener Biss kann bei nicht indizierter oder fehlerhafter kieferorthopädischer Behandlung auftreten.

## Therapie

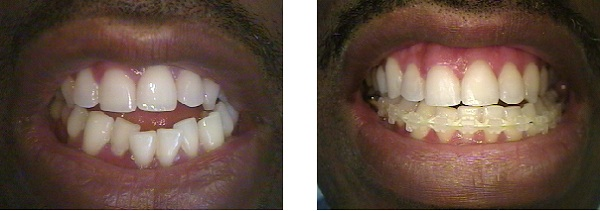
Therapieergebnis eines offenen Bisses nach einer Behandlung mit einer Multibracketapparatur

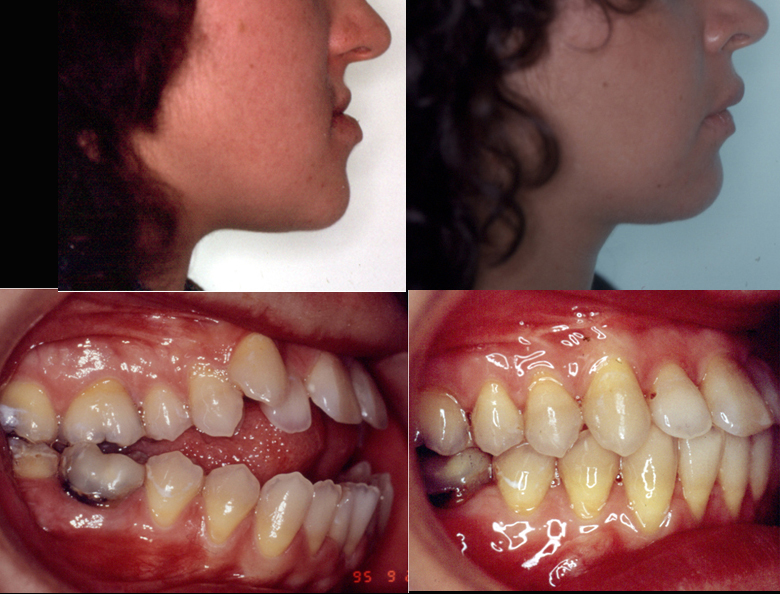
Zustand vor und nach einer Dysgnathieoperation zur Beseitigung eines offenen Bisses

Man unterscheidet zwischen Therapiemöglichkeiten bei Kindern und Erwachsenen.

### Therapiemöglichkeiten bei Kindern und Jugendlichen im Wachstum
- Abschirmgeräte für die Zunge (Spike Apparatur), Mundvorhofplatte (MVP)
- Herausnehmbare Spangen (Funktionskieferorthopädische Geräte, Seitliche Aufbissbehelfe (Bite-blocks))
- Herausnehmbare Spangen in Kombination mit extraoralen Geräten (Teuscher-Aktivator in Kombination mit einem High-pull Headgear)
- Multibracketapparatur („feste Spange“)
- Extraktion von Backenzähnen zum Absenken des Bisses

### Therapiemöglichkeiten bei erwachsenen Patienten
- Abschirmgeräte für die Zunge (Spike Apparatur)
- Multibracketapparatur
- Multibracketapparatur in Kombination mit chirurgischen Maßnahmen zum Schluss des Bisses mit anschließender Mundvorhofplatte (MVP)
- Einschleifen bis hin zur Extraktion von Backenzähnen zum Absenken des Bisses